# 専門学校大阪デザイナー・アカデミー
専門学校大阪デザイナー・アカデミー（せんもんがっこおうおおさかデザイナー・アカデミー）は、学校法人21世紀アカデメイアが運営する大阪市北区にある専門学校である。
12学科を有するデザインの総合校であり、文部科学省「職業実践専門課程」の認定を受けている。

## 沿革
- 1958年 大阪デザイン研究所 設立
- 1961年 大阪デザイナー学院 開校
- 1977年 大阪デザイナー専門学校に改称
- 2024年 専門学校大阪デザイナー・アカデミーに改称

## 学科
- マンガ学科
- ゲーム・CG学科
- アニメーション学科
- グラフィックデザイン学科
- イラストレーション学科
- インテリアデザイン学科
- インテリアコーディネート学科
- プロダクトデザイン学科
- ファッションデザイン学科
- 特殊メイク学科
- フィギュアデザイン学科
- 研究科

## 出身者

### イラストレーション
- いとうのいぢ（イラストレーター）
- かじうめちえこ（イラストレーター）
- ヒダカマコト（イラストレーター）
- 平尾リョウ（イラストレーター）

### アニメーション
- 浅香守生（マッドハウス所属）
- 石原立也（京都アニメーション所属）
- 井上俊之
- 岩根雅明（こくぴっと所属）
- 大塚隆史（東映アニメーション所属）
- 佐藤豊
- 竹内昭
- 近永健一
- 中村章子
- にいやなおゆき
- 平尾隆之
- 平岡正幸
- 毛利和昭
- 森本晃司（元：STUDIO 4℃所属）
- 山本佐和子
- 吉田徹
- 西位輝実

### CG・ゲーム
- 稲船敬二（ゲームクリエイター）
- 藤原得郎（ゲームデザイナー、ゲームプロデューサー）

### 漫画
- 石川優吾（漫画家）
- 小山健（漫画家）

### その他
- トータス松本（シンガーソングライター、俳優、ウルフルズ）
- 田中直樹（お笑いタレント、俳優、ココリコ）
- BOME（原型師）
- 新村則人（グラフィックデザイナー）
- 片山正通（インテリアデザイナー）

## 所在地
- 〒530-0003 大阪市北区堂島2-3-20

## アクセス
- JR大阪駅 徒歩10分、北新地駅 徒歩5分
- 大阪市高速電気軌道（Osaka Metro）西梅田駅 徒歩5分、梅田駅 徒歩15分、東梅田駅 徒歩15分
- 阪神大阪梅田駅 徒歩10分
- 阪急大阪梅田駅 徒歩15分
- 京阪渡辺橋駅 徒歩8分